# Heemtuin Rucphen
Heemtuin Rucphen is een Brabantse natuur- en landschapstuin, met inheemse, wilde flora en fauna. Met 400 soorten wilde bloemen is de Heemtuin Rucphen een van de mooiste wilde bloementuinen van Nederland en Vlaanderen.

## Inleiding
De Heemtuin Rucphen is 2 hectare groot en ontworpen rondom negentien leefgebieden, welke zijn gebaseerd op de Brabantse natuur die rond de vijftiger jaren nog geregeld voorkwam. Daarmee voldoet de Heemtuin Rucphen aan het oorspronkelijke idee van een Heemtuin van Jac. P. Thijsse (1865-1945). Namelijk het geven van "inzicht in levensgemeenschappen" door het creëren van een "educatief plantsoen dicht bij de mensen". Echter is de Heemtuin Rucphen niet opgericht uit een educatieve, maar uit een sociale doelstelling.

## Geschiedenis
Eind zeventiger jaren is door het Werkvoorzieningschap West Noord-Brabant (WVS) en de gemeente Rucphen besloten een Heemtuin aan te leggen en te laten onderhouden door WSW- medewerkers, om zodoende een aantal WSW- medewerkers een beschermde werkomgeving te kunnen bieden. In 1980 is vervolgens gestart met het aanbrengen van randbeplanting en afrastering, om vervolgens een jaar later echt aan de slag te gaan met de aanleg van de Heemtuin.

## Leefgebieden
Thans bestaat de Heemtuin Rucphen uit 19 leefgebieden, welke door een intensief beheer in stand worden gehouden.
| Leefgebied                   | Voorkomende gemeenschappen van flora en fauna |
| ---------------------------- | --- |
| Muurke                       | muurvaren, muurleeuwebek, muurbloem, tripmadam, zacht vetkruid, steenbreekvaren, tongvaren, muurpeper |
| Pioniersgebied               | buntgras, klein tasjeskruid, zandblauwtje, hazenpootje, zilverhaver, muizenoor, hoornbloem |
| Droge Heide                  | struikheide, brem, gaspeldoorn, rozenkransje, haarmos, korstmossen, kruipbrem, kraaihei, Duitse brem |
| Venneke                      | wollegrassen, veenbes, veenmos, lavendelheide, moerashertshooi, waterlelie, gele plomp, lisdodde, zegge, naaldwaterbies                                                                                      |
| Ruigtegebied                 | kattenstaart, zeggesoorten, moerasspirea, leverkruid, wilde bertram |
| Rivierengebied               | wildemanskruid, anjers, margriet, ereprijs, knautia, knoopkruid, vetkruiden, gele kamille, wilde cichorei, wilde tijm                                                                                        |
| Houtwallen                   | zomereik, krent, lijsterbes, vlier, vuilboom, eikvaren, mannetjesvaren, dalkruid, besanjelier, salomonszegel, bosrank                                                                                        |
| Korenakkers                  | klaproos, korenbloem, korensla, gele ganzebloem, bolderik, zandraket, spiegelklokje, vroegelingetje, leeuwenklauw, roggelelie, akkerviooltje                                                                 |
| Kalkgrasland                 | wilde narcis, herfsttijloos, wilde hyacint, zonneroosje, driedistel, duifkruid, wilde weit, wilde marjolein, grote centaurie, nachtsilene                                                                    |
| Poelen                       | voortplantingsplaats voor groene kikker, bruine kikker, padden en salamanders |
| Bogerd                       | wilde peer, sterappel, zigeunerin, juttepeer, bellefleur, maretak |
| Kapellenweike met Puitenkuil | door het toegepaste maaibeheer kunnen vlinderpoppen en rupsen overleven |
| Vochtige Heide               | dopheide, beenbreek, orchissen, wollegras, klokjesgentiaan, gagel, veenbes, zonnedauw, lavendelheide |
| Struwelen                    | hondsroos, sleedoorn, hazelaar, wilgen, rode kornoelje, Gelderse roos, zuurbes, mispel, egelantier, vlier |
| Holle Weggeske               | lelietje-van-dalen, gele helmbloem, daslook, dagkoekoeksbloem, bosroos, dovenetel, beukvarens, bostulp, goudveil                                                                                             |
| De Sijpeltjes                | orchissen, blauwe knoop, veldbies, Spaanse ruiter, grote pimpernel, rapunzel, lange ereprijs, bevertjes, margriet, kleine valeriaan, vrouwenmantel, biggenkruid, ratelaar, gagel, kale jonker, havikskruiden |
| Vochtig Beekdal              | veenpluis, zegge, dotter, goudveil, orchissen, bittere veldkers, kievitsbloem, ratelaar, sleutelbloemen, koekoeksbloem                                                                                       |
| Hakhoutboske                 | eik, berk, vuilboom, krent, lijsterbes, lelietje-van-dalen, varens, braam |
| Eiken- berkenbos             | eik, berk, vuilboom, lijsterbes, kamperfoelie, bosbes, dalkruid, varens |